# Börsrally
Börsrally är en översättning av engelskans stock market rally. Börsrally innebär en tydlig uppgång i en marknad eller aktie. Kallas även hausse från franskans hausse, vilket betyder "förhöjning" eller "ökning" och är motsats till baisse. Hausse i överförd bemärkelse är något som snabbt blir populärt eller stiger i värde på kort tid.
| Rank | Förändring | Datum             | Trolig orsak                                                                            |
| ---- | ---------- | ----------------- | --------------------------------------------------------------------------------------- |
| 1    | 10,39 %    | 12 oktober 1998   | Det japanska parlamentet lanserar ett räddningspaket för de japanska bankerna.          |
| 2    | 9,41 %     | 20 november 1992  | Kronan släpptes fri eftermiddagen innan.                                                |
| 3    | 9,01 %     | 24 november 2008  |                                                                                         |
| 4    | 8,83 %     | 13 oktober 2008   | EU samt G8 presenterade kvällen innan varsitt räddningspaket för att lösa finanskrisen. |
| 5    | 8,36 %     | 8 december 2008   |                                                                                         |
| 6    | 8,25 %     | 19 september 2008 |                                                                                         |
| 7    | 7,74 %     | 30 oktober 1987   |                                                                                         |
| 8    | 7,71 %     | 17 januari 1991   |                                                                                         |
| 9    | 7,53 %     | 29 juli 2002      |                                                                                         |
| 10   | 6,68 %     | 29 oktober 1997   |                                                                                         |
| 11   | 6,60 %     | 13 november 1987  |                                                                                         |
| 12   | 6,47 %     | 4 november 2008   |                                                                                         |
| 13   | 6,39 %     | 15 oktober 2002   |                                                                                         |
| 14   | 6,35 %     | 30 september 1992 |                                                                                         |
| 15   | 6,30 %     | 10 maj 2010       |                                                                                         |
| 16   | 5,99 %     | 29 oktober 2008   |                                                                                         |
| 17   | 5,97 %     | 21 oktober 1987   |                                                                                         |
| 18   | 5,90 %     | 4 januari 2001    |                                                                                         |
| 19   | 5,87 %     | 11 oktober 2002   |                                                                                         |
| 20   | 5,67 %     | 27 september 2011 |                                                                                         |
| 21   | 5,65 %     | 14 september 1992 |                                                                                         |
| 22   | 5,53 %     | 2 oktober 1990    |                                                                                         |
| 23   | 5,51 %     | 23 maj 2006       |                                                                                         |
| 24   | 5,41 %     | 10 mars 2009      |                                                                                         |
| 25   | 5,31 %     | 12 november 1987  |                                                                                         |
| 26   | 5,09 %     | 1 oktober 1990    |                                                                                         |